# Schönbrunner Deutsch

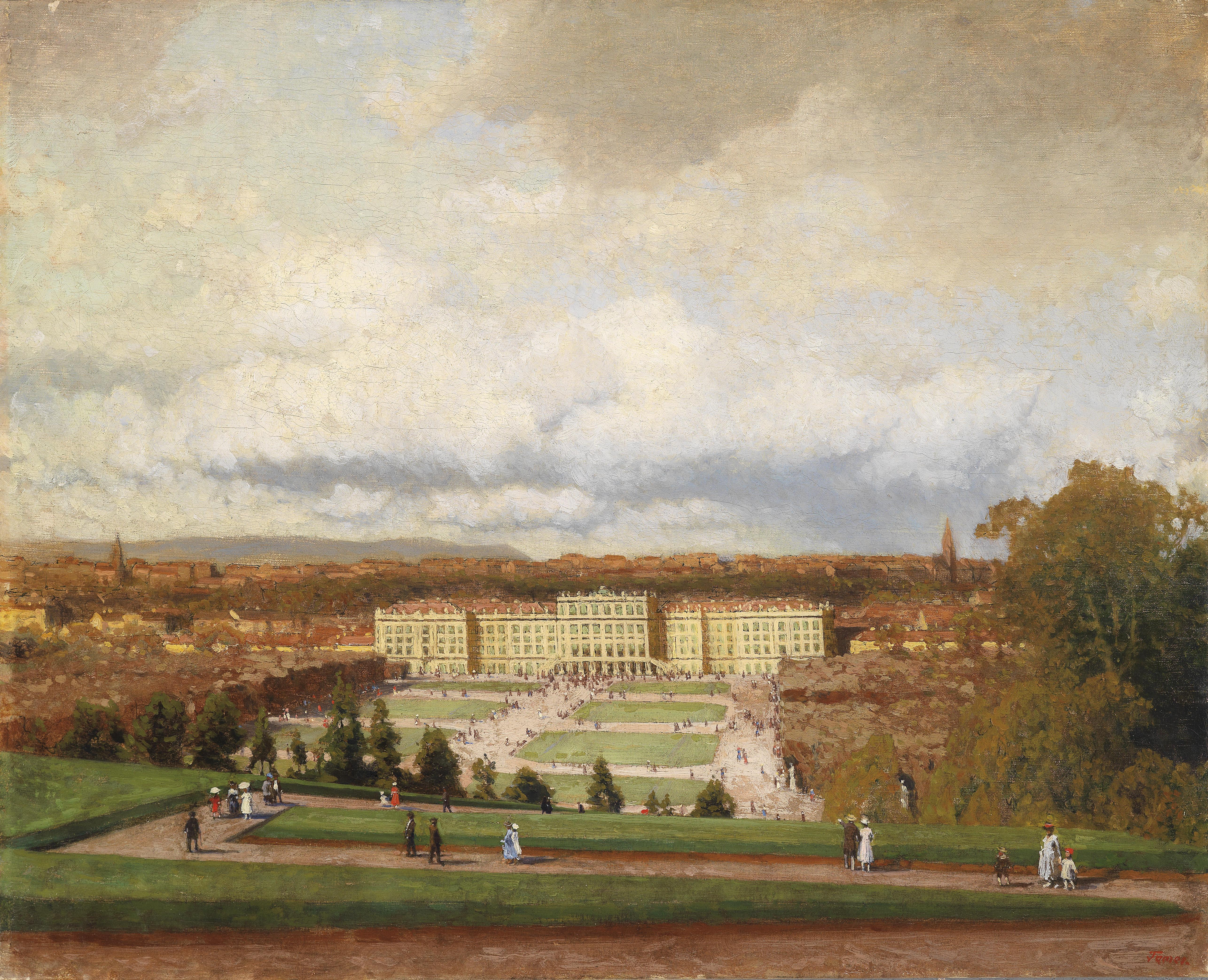
Blick von der Gloriette auf Schloss Schönbrunn, von Heinrich Tomec (vor 1928)

Schönbrunner Deutsch ist jene Form der deutschen Hochsprache, die ab dem späten 18. Jahrhundert am Wiener Kaiserhof gesprochen wurde. Das Schönbrunner Deutsch ist ein Soziolekt, also eine Sprachform einer bestimmten Gruppe (z. B. Altersgruppe, soziale Gruppe), die allgemein auf gesellschaftlichen Faktoren beruht. Gesprochen wurde es vom Kaiserhaus, vom österreichischen Adel (und dem der gesamten Donaumonarchie) sowie teilweise auch vom Hochadel und Adel Süddeutschlands und manchen Vertretern des Wiener Großbürgertums.
Die Sprechweise des Kaiserhofes war für das gesprochene Deutsch in Österreich-Ungarn ein Sprachstandard. Benannt ist sie nach Schloss Schönbrunn im 13. Wiener Gemeindebezirk Hietzing, wo der Kaiserhof (neben der Hofburg) seinen Sitz hatte und der Hofstaat sowie die Spitzen von Regierung, Militär und Verwaltung bei ihren täglichen Amtsgeschäften sowie bei Hofbällen auch in Begleitung ihrer Familien zusammentrafen. Die Bezeichnung bedeutet nicht, dass das Schönbrunner Deutsch in erster Linie von den Einwohnern Hietzings gesprochen wurde, auch wenn einige aus der betreffenden Schicht dort wohnten, sie steht vielmehr als Symbol für die Monarchie und ihre Führungsschicht. Die meisten Adligen lebten in ihren Wiener Palais sowie auf ihren Schlössern oder in Dienstwohnungen in allen Teilreichen der Donaumonarchie: dem Kaisertum Österreich und den Königreichen Böhmen, Ungarn, Galizien und Lodomerien sowie Kroatien und Slawonien. In den fremdsprachigen Provinzen sprach die Oberschicht die heimische Sprache als Muttersprache und außerdem meist fließend (Schönbrunner) Deutsch. Das Schönbrunner Deutsch ist ein heute fast ausgestorbener Soziolekt, der nur in Familien des ehemaligen österreichischen, böhmischen, ungarischen und süddeutschen Adels noch gepflegt wird.
Es entspricht eher dem Hochdeutschen („Burgtheater-Deutsch“) als einem regionalen Dialekt und bemüht sich um korrekte Grammatik, aber zwanglos genug, um auch immer wieder österreichische Spezifika zu verwenden oder Flüchtigkeiten zu tolerieren. Es ist vom österreichischen Dialekt, insbesondere vom Wienerischen, klanglich eingefärbt, hat aber durchaus Eigenheiten im Vergleich zum Hochdeutschen mit wienerischem Akzent. Die gedehnte Wiener Monophthongierung (das breite „à“) wird nicht verwendet (wie „I wààß“, „im Goaten“), hingegen werden Konsonanten wie t, p, k ebenfalls zu „d“, „b“, „g“: Dåg (Tag) oder Gråpfn (Krapfen). Erkennbar ist Schönbrunner Deutsch auch an der besonderen Betonung, teilweise auch Aussprache bestimmter Buchstaben (etwa p͡fɛ:xd für Pferd), sowie Dehnungen und Verkürzungen. Dadurch hat dieser Soziolekt auch ein bestimmtes Sprechtempo und einen eigenen Rhythmus (Wörter und Halbsätze werden eher hüpfend als leiernd aneinandergereiht). Dadurch und durch die Klangfärbung wirkt er zugleich um Sorgfältigkeit und legere Eleganz bemüht, jedoch unaufdringlich. Die Eleganz tritt auch im gelegentlichen Einstreuen von französische Wörtern oder Wendungen zutage (aus der Zeit als Französisch noch die europäische Korrespondenz-, Diplomaten- und Hofsprache war, vom 17. bis 19. Jahrhundert). Hin und wieder – aber sehr sparsam – wird das Schönbrunner Deutsch (insbesondere von Männern) auch mit derben bäuerlichen oder Wiener Dialektausdrücken gepfeffert. Der jeweilige regionale Dialekt wurde also meist durchaus beherrscht, aber in den Adelshäusern wurden die Kinder ermahnt: „Den Dialekt lasst’s beim Tor draußen!“
Dieser Soziolekt kommt – mitunter in stark parodistischer Form – in diversen Filmen, Theaterstücken und in der Literatur vor, die zur Zeit der Monarchie spielen und Angehörige des alten Adels und der Hofgesellschaft (der sogenannten Ersten Gesellschaft) oder auch die sie nachahmenden Neuadligen und Großbürger (Mitglieder der Zweiten Gesellschaft) darstellen. Die in diesen Persiflagen meist betont näselnde Aussprache entspricht aber nicht dem üblichen Schönbrunner Deutsch. Gewisse Abstufungen zwischen der eher unprätentiösen Sprechweise der Ersten Gesellschaft und der eher bemühten Variante der Zweiten Gesellschaft fanden auch in der Literatur ihren Niederschlag: 

„Er sprach das nasale österreichische Deutsch der höheren Beamten und des kleinen Adels. Es erinnerte ein wenig an ferne Gitarren in der Nacht, auch an die letzten, zarten Schwingungen verhallender Glocken, es war eine sanfte, aber auch präzise Sprache, zärtlich und boshaft zugleich.“

## Beispiele mit Hörproben
- Kaiserin Zita (1892–1989)[2]
- Kaiser Karl I. (1887–1922)[3]
- Otto von Habsburg (1912–2011)[4]
- Kaiser Franz Joseph (1848–1916)[5]
- Erzherzog Franz Salvator[6]
- Feldmarschall Erzherzog Friedrich[7]
- Generaloberst Erzherzog Eugen[8]
- Karl von Schwarzenberg (1937–2023)[9]